# دیوید وترستون
دیوید وترستون (انگلیسی: David Weatherston؛ زادهٔ ۲۵ اوت ۱۹۸۶) بازیکن فوتبال اهل بریتانیا است.
از باشگاه‌هایی که در آن بازی کرده است می‌توان به باشگاه فوتبال برچین سیتی، باشگاه فوتبال کویین آف ساوت، باشگاه فوتبال فالکیرک، باشگاه فوتبال الوآ اتلتیک، باشگاه فوتبال سنت جانستون، و باشگاه فوتبال کویینز پارک اشاره کرد.